# Mario Torriani
Mario Torriani (* 25. Januar 1976 in Bern) ist ein Schweizer Journalist. In der Schweiz ist er bekannt als Moderator der Morgensendungen von Radio SRF 3, der TV-Nachrichtensendung Schweiz aktuell und als ehemaliger Moderator des Wissensmagazins Einstein des Schweizer Fernsehens.

## Radio-Karriere
Mario Torriani war von 1989 bis 1996 als freier Moderator und Redaktor u. a. von Jugendsendungen beim deutsch-französischen Radio Canal 3 tätig. Er wechselte danach zu Radio 24, wo er bis 1999 als Moderator, News-Redaktor und Reporter tätig war. Während dieser Zeit arbeitete er auch für Tele24, wo er als Moderator und Redaktor der Quizsendung Blöff tätig war.
Von 1999 bis September 2018 war Torriani Moderator beim nationalen Sender Radio SRF 3. Zwischen 2000 und 2018 moderierte er regelmässig die Morgensendung, 2005 wurde er stellvertretender Leiter der Moderation und der Abteilung Audiolayout. Von Januar 2011 bis September 2018 war Torriani Moderationsleiter von SRF 3 und weiterhin in der Morgensendung am Mikrofon. Seit Mai 2021 ist Torriani wieder bei SRF 3 in einem 50 % Pensum und moderiert in Wechsel mit anderen Moderatorinnen die Vorabendsendung von 15.00 bis 19.00 Uhr.
Zwischen 2002 und 2020 war Torriani auch Dozent für Radiomoderation, Radiosprache und Trailer-Produktion am MAZ in Luzern.
Im Dezember 2009 sendete er zusammen mit Judith Wernli und Nik Hartmann für die Benefizaktion Jeder Rappen zählt von SRF 3, Schweizer Fernsehen und Glückskette sechs Tage lang aus einem gläsernen Radiostudio auf dem Berner Bundesplatz.
Für die Ausgabe 2010 von Jeder Rappen zählt berichtete er zum Thema Kinder im Krieg mehrmals täglich live aus dem bürgerkriegsgeplagten Ost-Kongo / Region Kivu, für die Jeder-Rappen-zählt-Ausgabe von 2011 berichtete er in der Spendewoche live aus Bangladesh, für die Ausgabe 2012 über Wasserprojekte in Somaliland / Somalia.

## TV-Karriere
2007 bis 2012 war Torriani auf SRF 1 zu sehen, für dessen Wissensmagazin Einstein er moderiert und Beiträge gestaltet hat. 2011 gab er bekannt, auf Grund seiner Position als neuer Moderationsleiter bei Radio SRF 3 Einstein im Frühling 2012 zu verlassen.
2012, 2013, 2014, 2015 und 2016 präsentierte Torriani zusammen mit Melanie Winiger die Swiss Music Awards, die damals von der SRG auf SRF zwei live übertragen werden. Die Award-Show wurde ab 2014 mehrere Male live aus dem Zürcher Hallenstadion gesendet.
Seit Spätsommer 2018 ist er neuer Moderator und Redaktor bei Schweiz aktuell. Die erste Sendung moderierte er am 14. September 2018.

## DJ
Auch als DJ hat Torriani schon Erfahrungen gesammelt, unter anderem bei der DRS-3-Hitparadenparty mit DJ Patrick Hässig (ehemaliger Hitparaden-Moderator bei DRS 3).

## Sonstiges
Mario Torriani ist verheiratet und Vater von zwei Kindern. Sein Grossvater war die Schweizer Hockey-Legende Bibi Torriani, der Sänger und Entertainer Vico Torriani war sein Grosscousin.